# Lauterach (Oostenrijk)
Lauterach in Vorarlberg is een gemeente in de Oostenrijkse deelstaat Vorarlberg, gelegen in het district Bregenz (B). De gemeente heeft ongeveer 8900 inwoners.

## Geografie
Lauterach heeft een oppervlakte van 11,92 km². Het ligt in het westen van het land.

## Geboren
- Markus Weissenberger (1975), voetballer

Alberschwende · Andelsbuch · Au · Bezau · Bildstein · Bizau · Bregenz (stad) · Buch · Damüls · Doren · Egg · Eichenberg · Fußach · Gaißau · Hard · Hittisau · Höchst · Hohenweiler · Hörbranz · Kennelbach · Krumbach · Langen bei Bregenz · Langenegg · Lauterach · Lingenau · Lochau · Mellau · Mittelberg · Möggers · Reuthe · Riefensberg · Schnepfau · Schoppernau · Schröcken · Schwarzach · Schwarzenberg · Sibratsgfäll · Sulzberg · Warth · Wolfurt
- Gemeinsame Normdatei: 4497375-5
- Library of Congress Control Number: n86146597
- MusicBrainz: 07057913-ad65-4904-b692-aee1a1f43abf
- Nationale Bibliotheek van Israël: 987007567388205171
- Virtual International Authority File: 133778641
- WorldCat: E39PBJwhtCCXRvCftJTgXHmjmd